# آریل‌سولفاتاز
آریل‌سولفاتاز (انگلیسی: Arylsulfatase) نوعی آنزیم سولفاتاز با نام‌گذاری ساماندهی‌شدهٔ «آریل-سولفات سولفوهیدرولاز» است.
این آنزیم واکنش شیمیایی را کاتالیز می‌کند:
یک سولفات فنول + H2O {\displaystyle \rightleftharpoons } یک فنول + سولفات
این خانوادهٔ آنزیمی، انواع متفاوتی دارد که مهمترین‌شان به شرح زیر است:
- آریل‌سولفاتاز A
- آریل‌سولفاتاز B
- استروئید سولفاتاز (نام پیشین: آریل‌سولفاتاز C)
- آریل‌سولفاتاز C2
- آریل‌سولفاتاز D
- آریل‌سولفاتاز E
- آریل‌سولفاتاز F
- آریل‌سولفاتاز G
- آریل‌سولفاتاز H
- آریل‌سولفاتاز I
- آریل‌سولفاتاز J
- آریل‌سولفاتاز K